# Treux
Treux és un municipi francès situat al departament del Somme i a la regió de Nord - Pas de Calais - Picardia. L'any 2007 tenia 257 habitants.

## Demografia

### Població

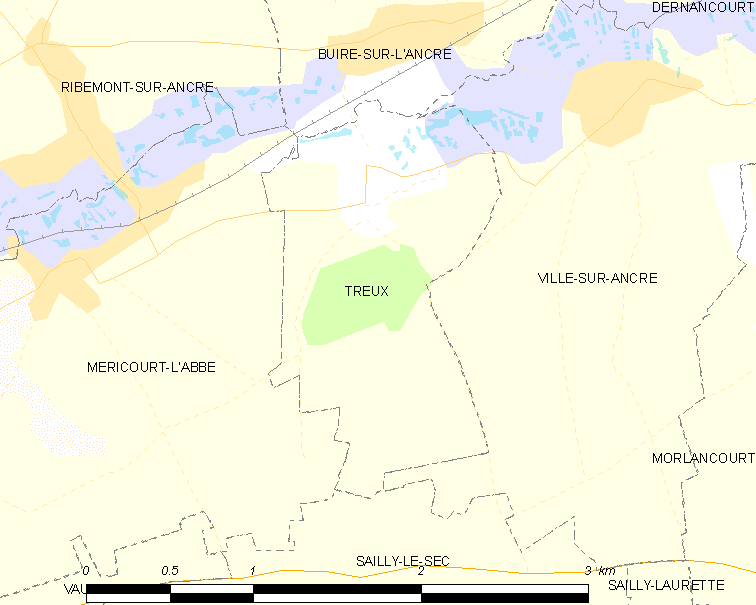
Mapa municipi

El 2007 la població de fet de Treux era de 257 persones. Hi havia 94 famílies de les quals 12 eren unipersonals (12 dones vivint soles i 12 dones vivint soles), 31 parelles sense fills, 47 parelles amb fills i 4 famílies monoparentals amb fills.
La població ha evolucionat segons el següent gràfic:
Habitants censats

### Habitatges
El 2007 hi havia 103 habitatges, 96 eren l'habitatge principal de la família, 5 eren segones residències i 1 estava desocupat. Tots els 103 habitatges eren cases. Dels 96 habitatges principals, 90 estaven ocupats pels seus propietaris, 6 estaven llogats i ocupats pels llogaters i 1 estava cedit a títol gratuït; 1 tenia dues cambres, 6 en tenien tres, 24 en tenien quatre i 66 en tenien cinc o més. 83 habitatges disposaven pel capbaix d'una plaça de pàrquing. A 37 habitatges hi havia un automòbil i a 54 n'hi havia dos o més.

### Piràmide de població

Església

La piràmide de població per edats i sexe el 2009 era:

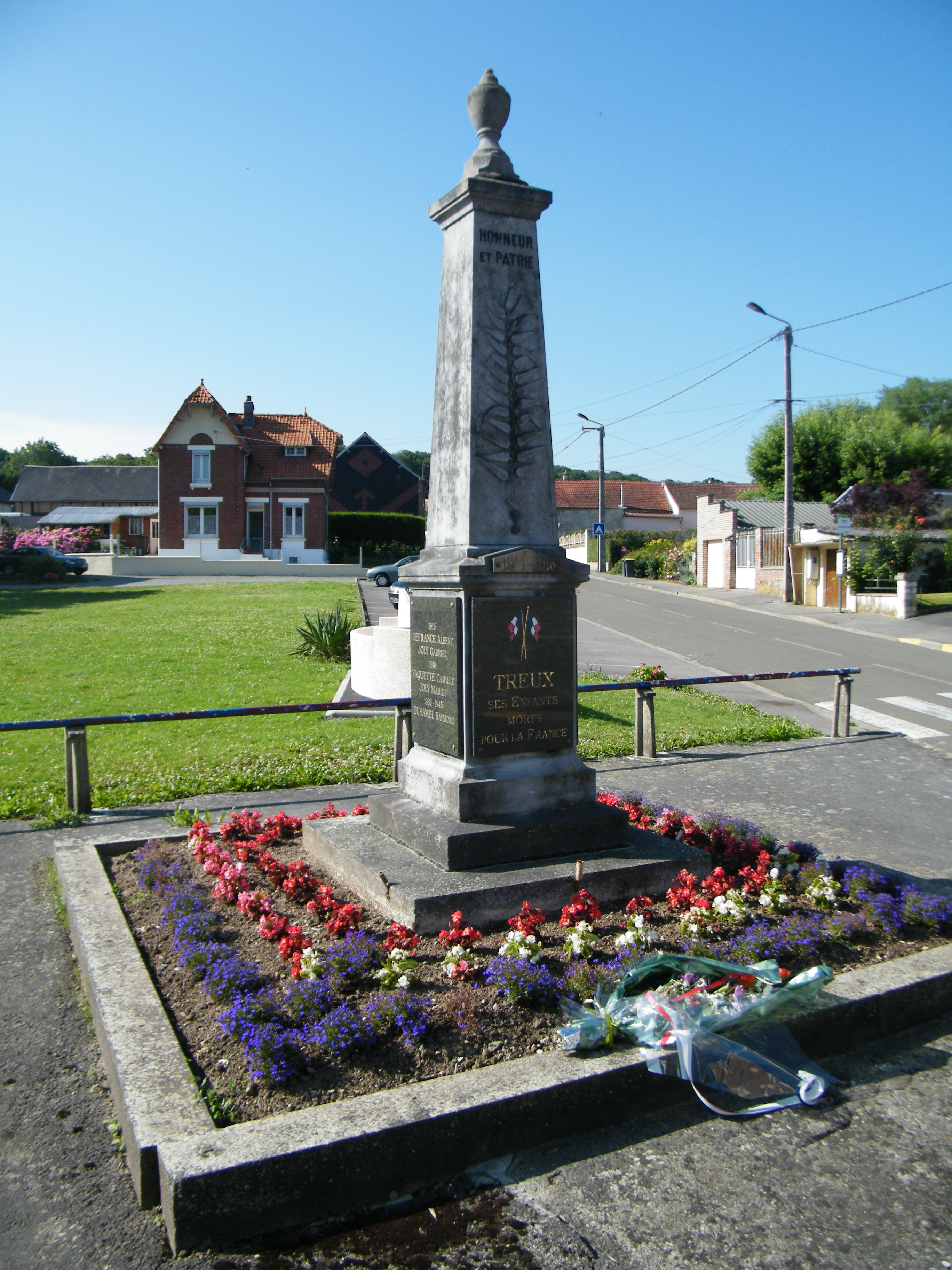
Monument als morts

| Homes | Edats   | Dones |
| ----- | ------- | ----- |
| 0     | 95 o +  | 0     |
| 0     | 90 a 94 | 0     |
| 0     | 85 a 89 | 0     |
| 0     | 80 a 84 | 4     |
| 8     | 75 a 79 | 8     |
| 0     | 70 a 74 | 4     |
| 0     | 65 a 69 | 0     |
| 0     | 60 a 64 | 4     |
| 8     | 55 a 59 | 4     |
| 16    | 50 a 54 | 8     |
| 16    | 45 a 49 | 20    |
| 4     | 40 a 44 | 4     |
| 16    | 35 a 39 | 12    |
| 12    | 30 a 34 | 12    |
| 4     | 25 a 29 | 4     |
| 8     | 20 a 24 | 0     |
| 8     | 15 a 19 | 8     |
| 8     | 10 a 14 | 4     |
| 8     | 5 a 9   | 4     |
| 0     | 0 a 4   | 8     |

## Economia

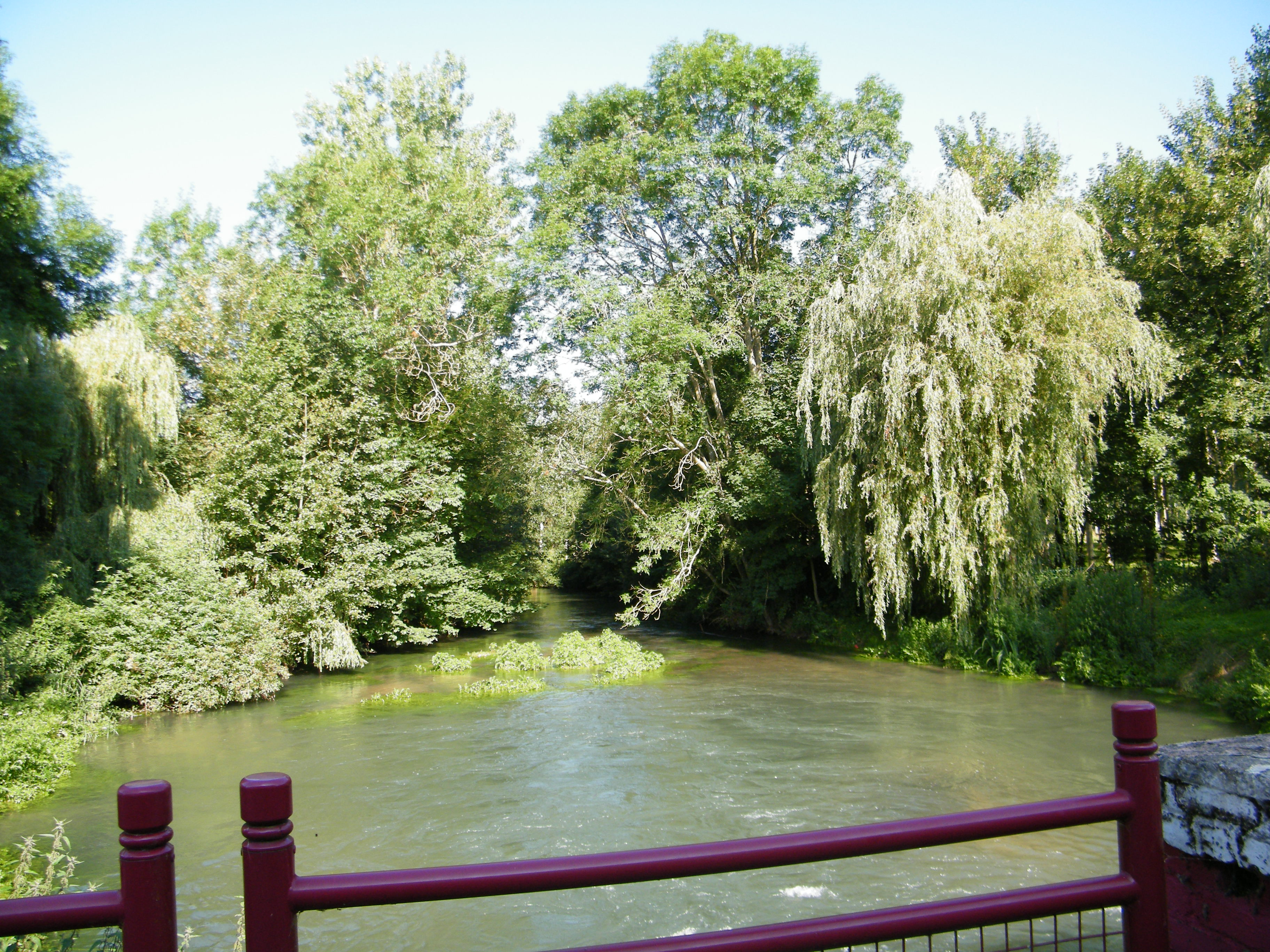

El 2007 la població en edat de treballar era de 194 persones, 136 eren actives i 58 eren inactives. De les 136 persones actives 126 estaven ocupades (71 homes i 55 dones) i 10 estaven aturades (1 home i 9 dones). De les 58 persones inactives 19 estaven jubilades, 20 estaven estudiant i 19 estaven classificades com a «altres inactius».

### Ingressos
El 2009 a Treux hi havia 97 unitats fiscals que integraven 248 persones, la mediana anual d'ingressos fiscals per persona era de 19.085 €.

### Activitats econòmiques
Dels 9 establiments que hi havia el 2007, 1 era d'una empresa alimentària, 1 d'una empresa de construcció, 4 d'empreses de comerç i reparació d'automòbils, 1 d'una empresa de transport, 1 d'una empresa de serveis i 1 d'una empresa classificada com a «altres activitats de serveis».
Dels 3 establiments de servei als particulars que hi havia el 2009, 1 era un taller de reparació d'automòbils i de material agrícola, 1 paleta i 1 perruqueria.
L'únic establiment comercial que hi havia el 2009 era una carnisseria.

## Equipaments sanitaris i escolars
El 2009 hi havia una escola elemental integrada dins d'un grup escolar amb les comunes properes formant una escola dispersa.

## Poblacions més properes
El següent diagrama mostra les poblacions més properes.